# Martina Dubovská
Martina Dubovská, née le 27 février 1992 à Třinec, est une skieuse alpine tchèque.

## Biographie
Martina Duboská est née en République tchèque, mais sa mère part étudier à Liptovský Mikuláš, en Slovaquie qu'elle représente chez les jeunes. Elle choisit d'intégrer l'équipe tchèque finalement.
Elle apparaît pour la première fois en Coupe du monde en février 2011. Elle participe dans la foulée aux Championnats du monde 2011 à Garmisch-Partenkirchen en slalom (abandon) et en slalom géant (54e).

L'année suivante (saison 2011-2012) elle ne prend que trois départs de Coupe du monde (tous en géant). Elle décroche en fin de saison son premier podium national avec une troisième place lors du slalom géant des championnats de République tchèque de Svaty Petr. Elle a en fait déjà remporté des championnats nationaux, mais australiens/ néo-zélandais (slalom en 2007 et 2008) et polonais (le slalom, la semaine précédant les championnats tchèques en 2012). Malgré ces victoires elle n'est ni championne australienne ni championne polonaise puisque pas de ces nationalités.

Lors de la saison suivante elle prend de nouveau régulièrement des départs de Coupe du monde (slalom et géant) et participe aux Championnats du monde 2013 à Schladming dans ces deux disciplines.
Elle marque ses premiers points de Coupe du monde en novembre 2013 (saison 2013-2014) à Levi (28e). Le mois suivant elle remporte une médaille de bronze en slalom lors de l'Universiade d'hiver de 2013 à Pozza di Fassa.
Sélectionnée pour les épreuves de slalom et de slalom géant aux Jeux olympiques de 2014, elle se classe 22e du slalom mais abandonne en slalom géant.

Elle conclut cette saison par son premier titre national, en slalom à Špindlerův Mlýn.

Elle obtient son meilleur résultat en Coupe du monde à ce jour en novembre 2014 lors du slalom d'Aspen avec une 22e place.

Sélectionnée pour les épreuves de slalom et slalom géant des mondiaux 2015 de Beaver Creek mais malade ne peut prendre le départ des épreuves.

Lors de la saison 2015-2016 elle réussit pour la première fois à marquer des points lors de deux courses (deux fois 26e aux slaloms de Crans-Montana et Janská en février et mars 2016).
Aux Jeux olympiques d'hiver de 2018, elle est 29e du slalom.
En novembre 2019, elle signe son premier top dix au slalom de Levi avec le neuvième rang.

## Palmarès

### Jeux olympiques d'hiver
| Épreuve / Édition   | Descente | Super G | Slalom géant | Slalom | Combiné / Super combiné |
| JO 2014 Sotchi      | —        | —       | Abandon      | 22e    | —                       |
| JO 2018 Pyeongchang | —        | —       | Abandon      | 29e    | —                       |

Légende :
- — : Martina Dubovská n'a pas participé à cette épreuve

### Championnats du monde
| Épreuve / Édition | Garmisch-Partenkirchen 2011 | Schladming 2013 | Vail - Beaver Creek 2015 | Saint-Moritz 2017 | Åre 2019 |
| Slalom géant      | 54e                         | 39e             | –                        | Abandon           | –        |
| Slalom            | Abandon                     | 35e             | Non-partante             | 32e               | Abandon  |
| Team event        | –                           | –               | –                        | 9e                | 9e       |

### Coupe du monde
- Meilleur classement général : 97e en 2017.
- Meilleur résultat individuel : 9e.

#### Classements
| Saison / Épreuve | Saison / Épreuve | Général | Général | Slalom | Slalom |
| ---------------- | ---------------- | ------- | ------- | ------ | ------ |
| Saison / Épreuve | Saison / Épreuve | Class.  | Points  | Class. | Points |
| 2014             | 2014             | 104e    | 3       | 52e    | 3      |
| 2015             | 2015             | 117e    | 9       | 46e    | 9      |
| 2016             | 2016             | 108e    | 10      | 50e    | 10     |
| 2017             | 2017             | 97e     | 25      | 39e    | 25     |
| 2018             | 2018             | 119e    | 7       | 54e    | 7      |
| 2019             | 2019             | 120e    | 8       | 52e    | 8      |

### Universiade
- Médaille de bronze du slalom en 2013.

### Championnats de République tchèque
- 2 fois championne en slalom : 2014 et 2017.
- 1 fois championne en slalom géant : 2016.